# Lockheed Hudson

Schetsen Lockheed Hudson

De Lockheed Hudson is een lichte bommenwerper en maritiem verkenningsvliegtuig gebouwd door Lockheed Aircraft Corporation.
In 1938 zochten de Britten een Amerikaans maritiem patrouillevliegtuig om de Avro Anson te ondersteunen. Lockheed demonstreerde een aangepaste versie van het passagiersvliegtuig 14 Super Electra, de Mk I. In februari 1939 begon de levering en het 224ste RAF-squadron werd ermee uitgerust. In september waren er al 78 in dienst.
De Hudson werd verder aangepast met andere propellers, twee vaste Browning-machinegeweren, Mk II. Kort daarop volgde de Mk III, die de Wright Cyclone-motoren van 1.100 pk verving door de 1.200 pk-versie.
In 1941 begon ook de Amerikaanse legerluchtmacht (USAAF) de Hudson te gebruiken. De Hudson kon een lading van 340 kg aan bommen of dieptebommen meenemen.
In 1944 werd de Hudson uit de dienst genomen al zijn er na de oorlog nog veel gebruikt voor civiel luchtverkeer. In totaal zijn er 2941 exemplaren van gemaakt, waarvan zo'n 2000 bij de Royal Air Force (RAF) hebben gevlogen. Diverse exemplaren zijn bewaard gebleven en zijn opgenomen in de collectie van musea.